# HMAS Bataan
Lo HMAS Bataan (pennant number I91) fu un cacciatorpediniere della Royal Australian Navy appartenente alla classe Tribal, entrato in servizio nel maggio 1945.
Arrivato troppo tardi per prendere parte attiva alla seconda guerra mondiale, il Bataan operò invece con intensità nel corso della guerra di Corea: schierato principalmente lungo la costa occidentale della Penisola coreana, il cacciatorpediniere svolse numerose missioni di blocco dei porti controllati dai nordcoreani, di bombardamento costiero in appoggio ai reparti a terra e di scorta ai convogli di rifornimento e ai gruppi di portaerei delle forze delle Nazioni Unite.
Ritirato dal servizio attivo nell'ottobre 1954, lo scafo fu avviato alla demolizione nel maggio 1958.

## Storia

### Entrata in servizio

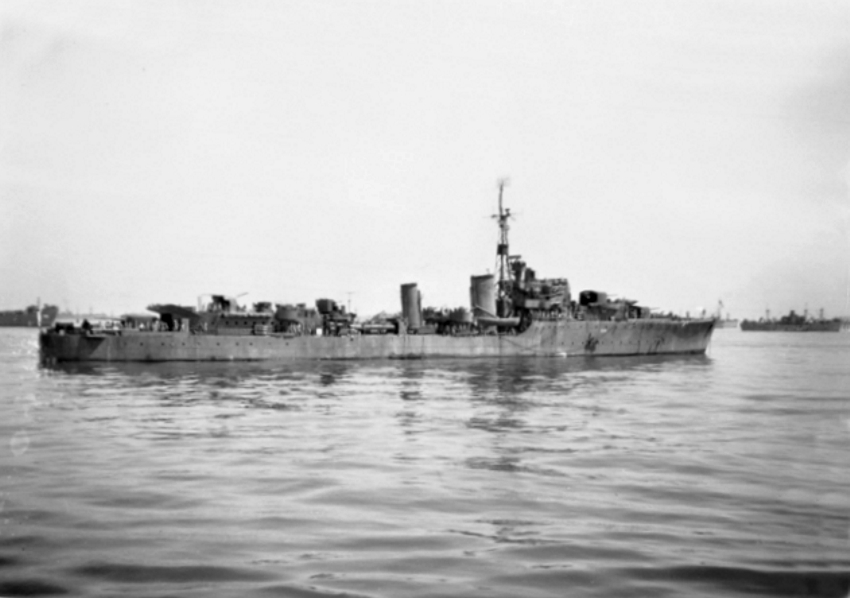
Il Bataan ancorato a Manila nel 1945

Ordinata ai cantieri della Cockatoo Docks & Engineering Company di Sydney il 20 dicembre 1939, la nave venne impostata il 18 febbraio 1942 e quindi varata il 15 gennaio 1944. Tutte le unità della classe Tribal erano state battezzate con un nome che richiamasse un popolo indigeno o un gruppo tribale, e anche per l'unità australiana era stato previsto un nome aderente a questa convenzione, quello di HMAS Kurnai in onore dell'omonimo gruppo etnico di aborigeni australiani; al momento del varo tuttavia il nome fu cambiato in HMAS Bataan per onorare la coraggiosa resistenza delle forze statunitensi contro i giapponesi nella battaglia di Bataan del gennaio-aprile 1945: un gesto di cortesia verso gli alleati statunitensi, e anche un modo per ripagare il varo da parte della United States Navy dell'incrociatore USS Canberra, così intitolato per commemorare l'incrociatore australiano HMAS Canberra affondato nella battaglia dell'isola di Savo dell'8-9 agosto 1942 mentre combatteva al fianco delle forze degli Stati Uniti contro il comune nemico giapponese. Madrina del varo del Bataan fu Jean MacArthur, moglie del generale statunitense Douglas MacArthur che all'epoca ricopriva la carica di comandante delle forze degli Alleati nel Pacifico sud-occidentale (South West Pacific Area).
Il Bataan entrò ufficialmente in servizio il 25 maggio 1945, ultimo dei tre cacciatorpediniere della classe Tribal della Royal Australian Navy. In giugno, completate le prove in mare, la nave fu assegnata alla Task Force 37 della United States Third Fleet per operare nel Pacifico contro le forze dell'Impero giapponese; insieme al gemello HMAS Warramunga, il Bataan raggiunse quindi il 26 luglio la base di Subic Bay nelle Filippine in vista di condurre operazioni offensive nelle acque delle isole giapponesi. Il cacciatorpediniere non fece in tempo a partecipare ad alcuna azione bellica contro i giapponesi, visto che il Giappone stesso accettò il 15 agosto le condizioni di resa offerte dagli Alleati; il Bataan partecipò comunque il 2 settembre seguente alla cerimonia formale per la firma della resa del Giappone nelle acque della baia di Tokyo con il resto della flotta degli Alleati.
Nell'immediato dopoguerra, il Bataan operò nelle acque del Giappone fino al novembre 1945, svolgendo varie missioni di trasporto e rimpatrio dei prigionieri di guerra alleati detenuti nei campi giapponesi; il 18 novembre 1945 la nave lasciò quindi Tokyo e rientrò a Sydney. Dopo otto mesi di servizio nelle acque di casa impegnato in manovre di routine, nel settembre 1946 il Bataan fece ritorno in Giappone per la prima di quattro crociere di addestramento e visita nei porti dell'Estremo Oriente protrattesi fino al settembre 1949, intervallate da rientri in patria per sottoporsi a lavori di manutenzione. Nel giugno 1950 il Bataan salpò da Sydney per la sua quinta crociera in Estremo Oriente, raggiungendo il Giappone per poi dirigere a Hong Kong il 21 giugno; la nave si trovava ancora qui quando, il 25 giugno, la Corea del Nord invase la Corea del Sud dando inizio alla guerra di Corea.

### Guerra di Corea

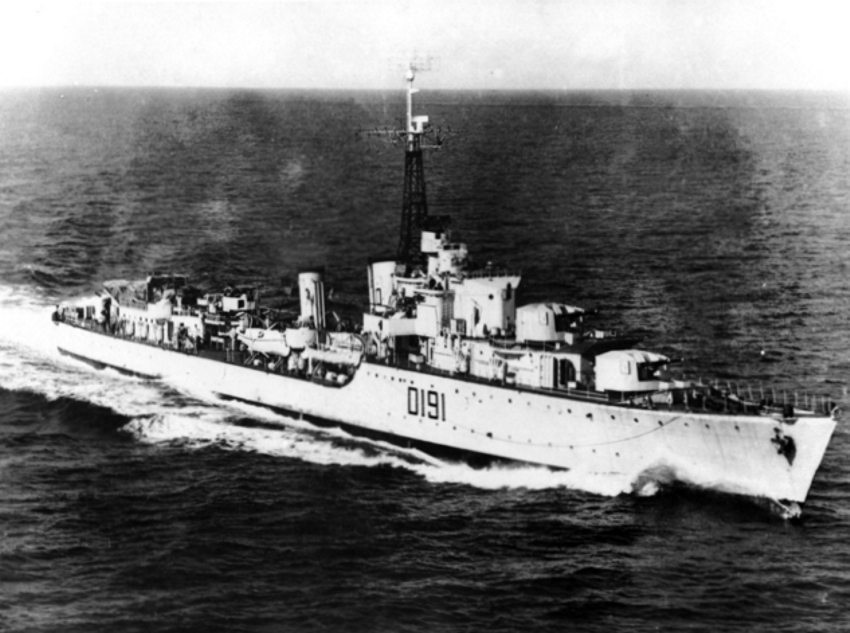
L'unità ripresa in navigazione al largo della Corea nel 1952

Il 1º luglio 1950 il Bataan fu inviato a Okinawa per unirsi alle forze navali delle Nazioni Unite, impegnate a contrastare l'avanzata dei nordcoreani. Assegnato a un gruppo navale a guida statunitense, il cacciatorpediniere operò nello stretto di Corea come scorta ai convogli per poi essere destinato, il 13 luglio, alle forze impegnate a bloccare i porti della Corea del Nord affacciati sul Mar Giallo; il 1º agosto, in squadra con le unità britanniche HMS Belfast e HMS Charity, il Bataan ebbe il suo battesimo del fuoco quando scambiò brevemente colpi con le batterie di artiglieria costiera nordcoreane nei pressi di Haeju. Dopo un periodo di sosta, la nave riprese i pattugliamenti della costa occidentale della penisola coreana il 1º settembre, ispezionando in particolare gli approcci ai porti di Incheon e Gunsan e facendo da scorta alla portaerei britannica HMS Triumph impegnata a lanciare attacchi aerei ai danni di Wŏnsan; dopo una sosta a Sasebo l'11 settembre, tra il 12 e il 21 settembre il Bataan prese parte agli eventi dello sbarco anfibio a Incheon scortando i convogli e i gruppi di portaerei degli alleati.
A partire dal 27 settembre il Bataan operò davanti al porto di Gunsan in coppia con il cacciatorpediniere canadese HMCS Athabaskan: fino al 2 ottobre le due navi portarono a termine vari bombardamenti costieri delle postazioni nordcoreane nonché operazioni di dragaggio dei campi di mine navali allestiti davanti al porto. Nei mesi seguenti il Bataan alternò rientri in porto a Sasebo a operazioni di scorta di convogli e portaerei alleate nella zona di Incheon e Namp'o, mentre in dicembre l'unità fece parte di un gruppo multinazionale composto di cacciatorpediniere australiani, canadesi e statunitensi schierato nella zona della foce del fiume Yalu; dopo l'intervento delle forze cinesi nel conflitto, il 5 dicembre il Bataan partecipò alle operazioni di evacuazione delle unità alleate da Namp'o. Nelle settimane seguenti il Bataan fece da scorta alla portaerei britannica HMS Theseus, per poi prendere parte a diversi bombardamenti costieri in appoggio alle truppe a terra nella zona di Incheon in coppia con l'incrociatore britannico HMS Ceylon. Il 29 dicembre il Bataan lasciò temporaneamente le acque coreane per rientrare in Giappone, compiendo poi nelle settimane seguenti varie visite nei porti di Kure, Yokosuka, Hong Kong e Sasebo.

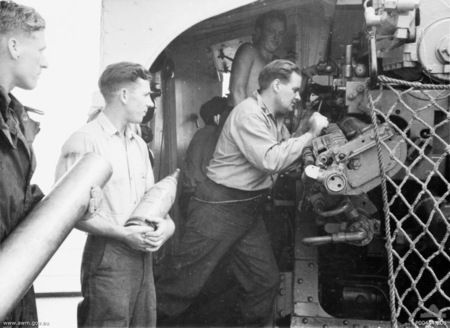
Artiglieri del Bataan intenti a ricaricare uno dei pezzi da 120 mm del cacciatorpediniere

Il cacciatorpediniere tornò nelle acque coreane alla fine di febbraio 1951, operando lungo la costa occidentale della penisola tra Incheon e Namp'o; parte di un gruppo navale capitanato dall'omonima portaerei statunitense USS Bataan, tra il 2 e il 6 marzo l'unità australiana partecipò con bombardamenti costieri e operazioni di scorta a un finto tentativo di assalto anfibio delle Nazioni Unite ad Haeju, una manovra diversiva per alleggerire la pressione delle forze comuniste sul settore centrale del fronte terrestre. Nei mesi seguenti il Bataan operò ancora in varie missioni di pattugliamento della costa occidentale coreana alternate a soste in porto a Sasebo, per poi dirigere a Hong Kong il 29 maggio e da qui fare rientro a Sydney il 14 giugno per sottoporsi a lavori di grande manutenzione. Il cacciatorpediniere lasciò poi Sydney l'8 gennaio 1952 per un secondo periodo di servizio in Corea, raggiungendo Kure il 4 febbraio tornando quindi a operare nelle acque occidentali della penisola. Nelle settimane seguenti il Bataan partecipò a varie missioni di bombardamento costiero, scorta e blocco navale davanti al porto di Namp'o; il 13 febbraio il cacciatorpediniere duellò a lungo con una batteria costiera nordcoreana nei pressi del villaggio di Pungchon, incassando un colpo da 75 mm che distrusse la cabina del capitano ma senza causare vittime a bordo.
Le missioni lungo la costa occidentale proseguirono in maniera simile nel marzo e nell'aprile 1952, con il Bataan sempre schierato come unità di scorta ai gruppi di portaerei statunitensi impegnati nel blocco e nel bombardamento dei porti nordcoreani, oltre che come protezione per i contingenti alleati schierati sulle isole davanti Haeju. In maggio il cacciatorpediniere portò a termine vari bombardamenti delle postazioni nemiche sulle isole di Sŏkto e Ch'odo oltre che nella baia di Haeju, oltre a proteggere le flottiglie di pescherecci sudcoreani operanti nella zona, appoggiare le incursioni anfibie delle forze di terra e condurre missioni di soccorso dei piloti dei velivoli alleati abbattuti; in giugno il cacciatorpediniere operò invece per la prima volta lungo la costa orientale della penisola, partecipando al bombardamento degli impianti industriali di Chongjin prima di dirigere il 21 giugno a Kure per sottoporsi a lavori di manutenzione. Tra luglio e agosto l'unità australiana condusse nuovamente una serie di missioni di pattugliamento e scorta nelle acque a occidente della Corea, oltre a condurre ancora alcuni bombardamenti costieri delle postazioni nemiche; il 31 agosto infine il cacciatorpediniere lasciò le acque coreane per rientrare a Sydney il 3 ottobre seguente.

### Ultimi anni
Salvo che per una crociera di visita al porto di Singapore nel novembre 1953, il Bataan trascorse gli ultimi anni di carriera operativa nelle acque attorno all'Australia, impegnato in esercitazioni e manovre di routine. Nella notte tra il 10 e l'11 ottobre 1953, mentre operava in appoggio alla corsa aerea Londra-Christchurch, il cacciatorpediniere incappò in un ciclone al largo della Baia di Jervis subendo alcuni danni strutturali a causa della forza delle onde e una perdita di potenza all'apparato motore a causa delle infiltrazioni d'acqua. Il 5 aprile 1954, invece, il Bataan entrò in collisione con la portaerei australiana HMAS Vengeance durante una manovra di rifornimento al largo delle Isole Cocos, subendo alcuni danni.
Il Bataan fu ritirato dal servizio attivo il 18 ottobre 1954, venendo messo in riserva a Sydney; furono formulati piani per una sua conversione in unità di scorta anti-sommergibili come avvenuto per il gemello HMAS Arunta, ma alla fine non se ne fece niente e lo scafo fu venduto per la demolizione il 2 maggio 1958 alla ditta giapponese Mitsubishi Shoji Kaisha di Tokyo.